# 4-氨基联苯
4-氨基联苯（英語：4-Aminobiphenyl）是联苯的一种胺衍生物，结构简式C6H5C6H4NH2，由联苯经硝化、还原制得。它被用作偶氮染料和农药的中间体，还可用于制造对三联苯。作为一种人类确定的致癌物，4-氨基联苯能引起膀胱癌，因此已基本被其他毒性更小的化合物所代替。它的化学性质与联苯胺相似。